# Потоцкий, Теодор
Теодор Потоцкий (пол. Teodor Potocki, 8 августа 1738 — 10 августа 1812) — польский магнат, генерал-майор коронных войск, последний воевода белзский (1791—1795). Участник Барской конфедерации. Староста смотрицкий и ольштынский. Представитель крупнейшего и богатейшего польского магнатского рода Потоцких герба Пилява. 

## Биография
Сын каштеляна брацлавского Яна Потоцкого (1693—1744) и Констанции Данилович (1707—1792), младший брат старосты теребовльского и генерал-поручика польской армии Иоахима Кароля Потоцкого (1725—1791).
Ему принадлежали города Смотрич, Городенка и другие. Был шефом полка Потоцких. В 1767 году маршалок подольский Теодор Потоцкий вошёл в состав Радомской конфедерации. В 1768 году присоединился к Барской конфедерации, одним из организаторов которой был его старший брат, староста теребовльский Иоахим Кароль Потоцкий.
В 1791 году Теодор Потоцкий получил должность воеводы белзского, которую занимал до третьего раздела Речи Посполитой. В 1809 году стал президентом временного правительства Галиции.
Кавалер Ордена Святого Станислава (1783) и Ордена Белого Орла (1790).

## Семья и дети

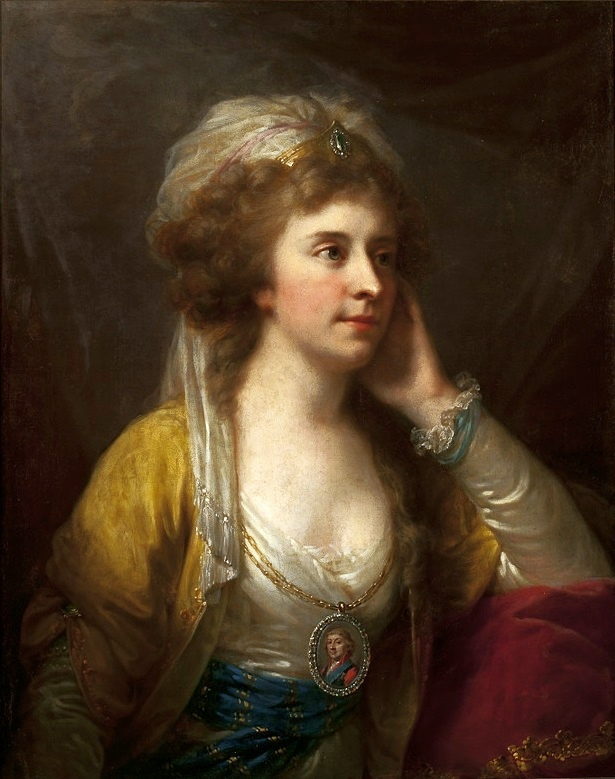
Кордула Мария на портрете И. Б. Лампи

Теодор Потоцкий был дважды женат. В 1775 году женился на Каролине Сапеге (1759—1814), дочери польного гетмана литовского и великого канцлера литовского Александра Михаила Сапеги и Магдалены Агнешки Любомирской. Дети:
- Адам Потоцкий (1776—1812), полковник армии Варшавского герцогства

В 1788 году Теодор Потоцкий развелся с первой женой и вторично женился на Кордуле Марии Коморовской (1764 — до 1837), дочери Якуба Коморовского, от брака с которой детей не имел. Сестра её Элеонора Коморовская (1770—после 1811) была замужем за богачом графом Августом Илинским.